# Szubin
Szubin (niem. Schubin, 1939–1945 Altburgund) – miasto w północnej Polsce, w województwie kujawsko-pomorskim, w powiecie nakielskim, siedziba władz gminy miejsko-wiejskiej Szubin. Położone na Pałukach, regionie kulturowym Wielkopolski, na zboczu rozległego wzniesienia Dziewicza Góra, nad rzeką Gąsawka i Białą Strugą, która częściowo płynie starym korytem Gąsawki. Jest jednym z najstarszych miasteczek Pałuk. Leży przy drodze wojewódzkiej nr 246 i 247.
W okresie I Rzeczypospolitej miejscowość administracyjnie należała do województwa kaliskiego i województwa gnieźnieńskiego (od 1768), następnie w okresie II Rzeczypospolitej do województwa poznańskiego i województwa pomorskiego (od 1938), w latach 1944–1950 ponownie do województwa pomorskiego, a od 1950 do 1998 do województwa bydgoskiego.
Według danych GUS z 31 grudnia 2023 roku miasto liczyło 9402 mieszkańców. Do 1975 roku było to miasto powiatowe.

## Historia

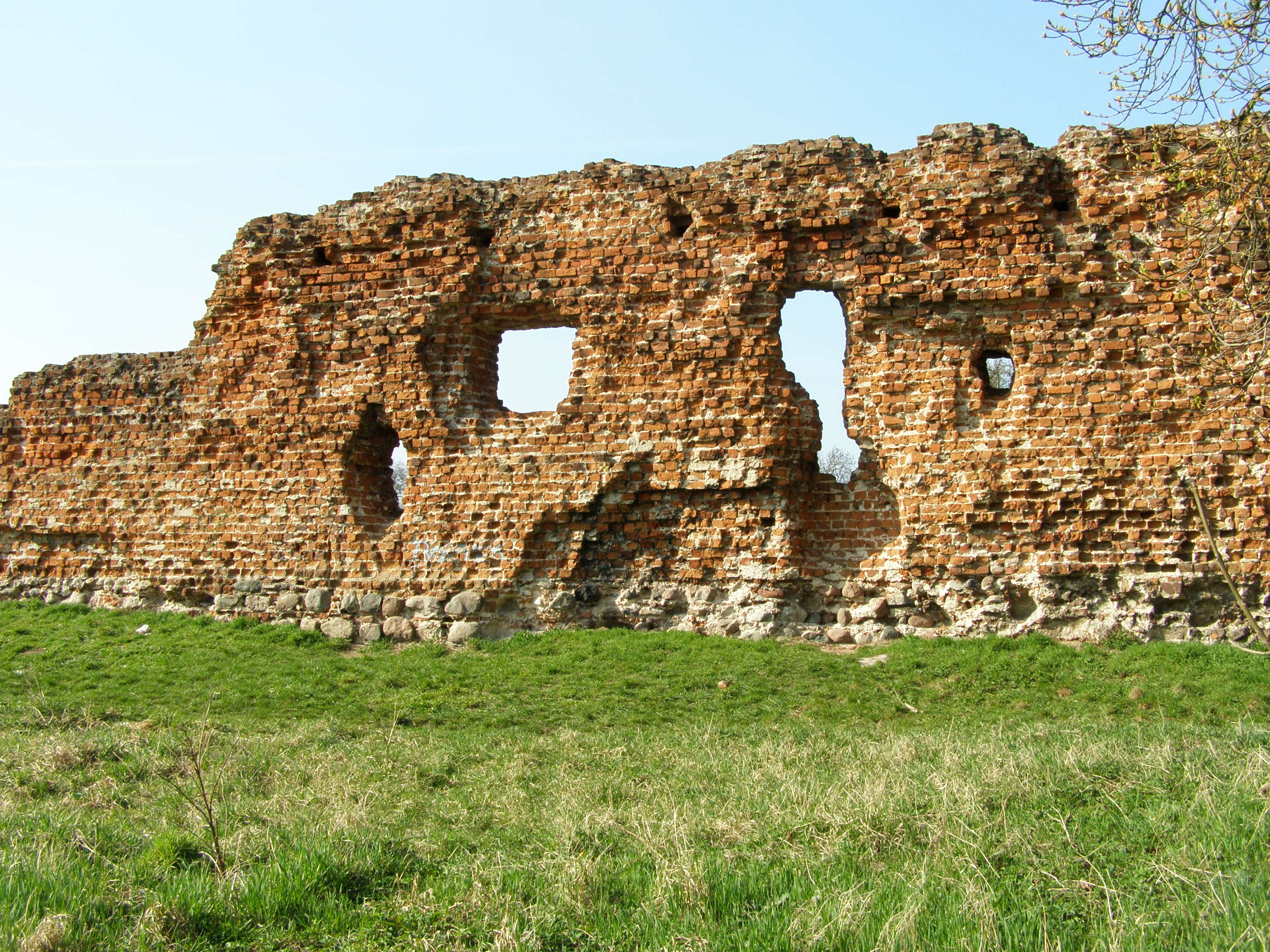
Ruiny zamku Sędziwoja

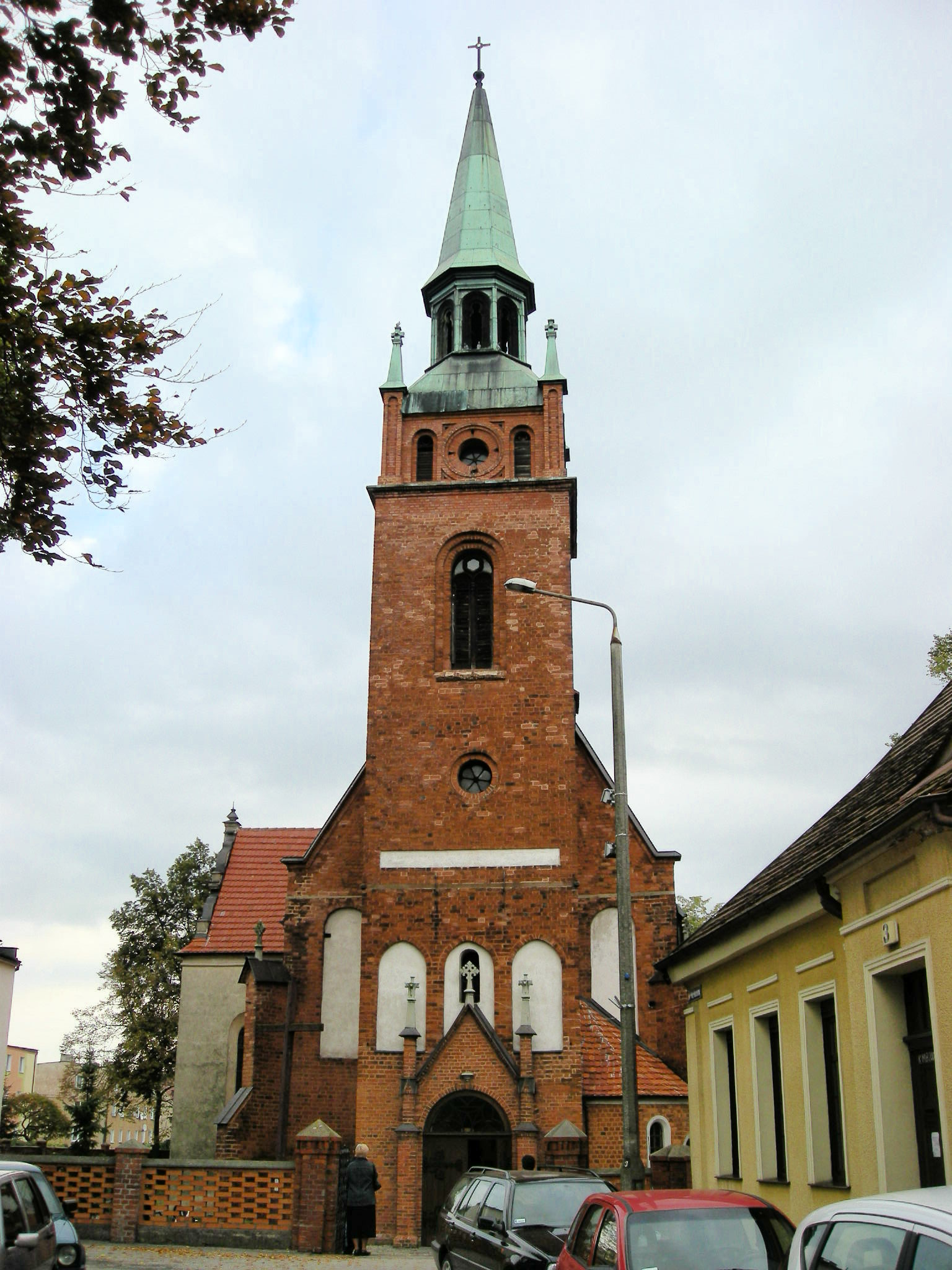
Kościół pw. św. Marcina

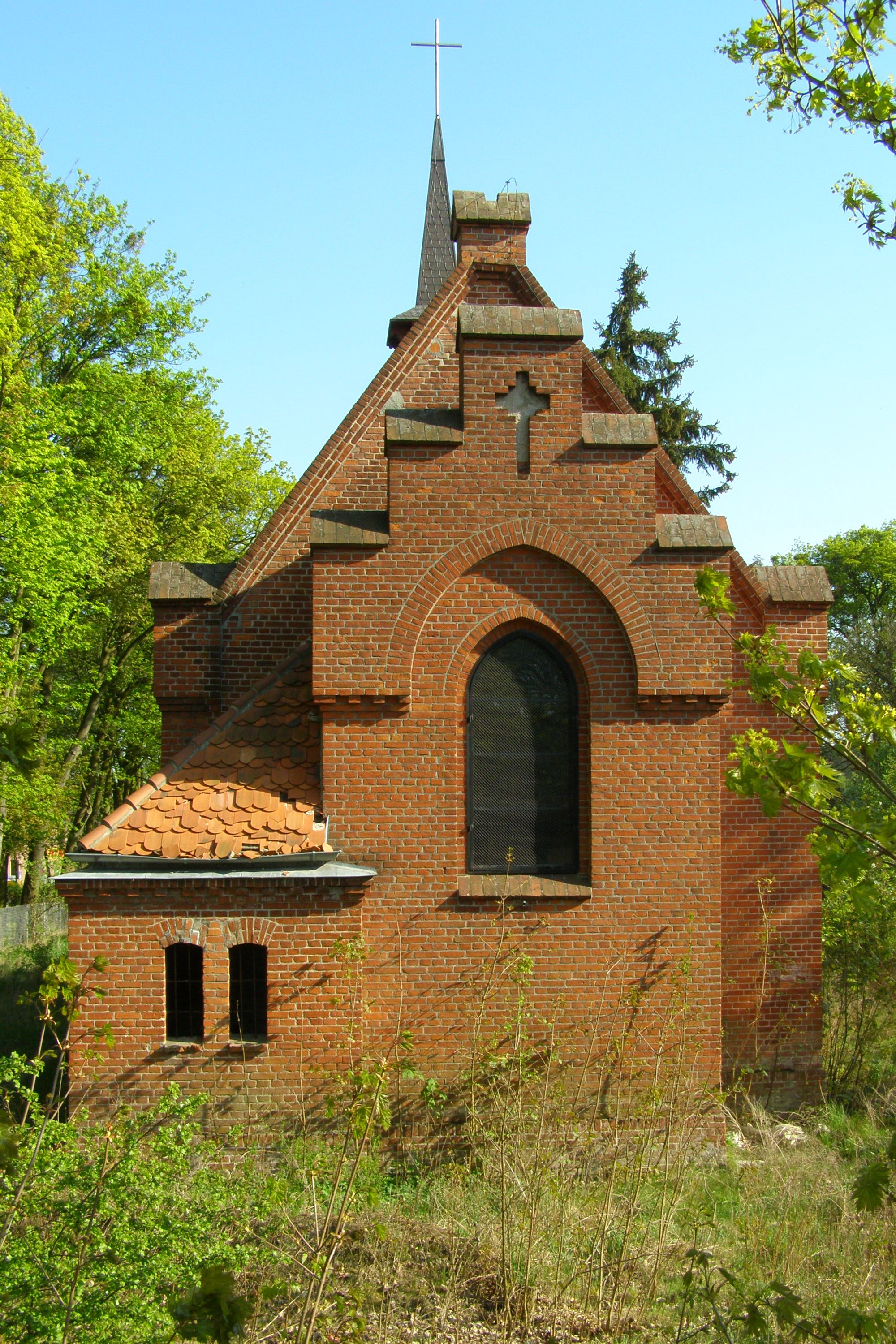
Kościół pw. św. Anny

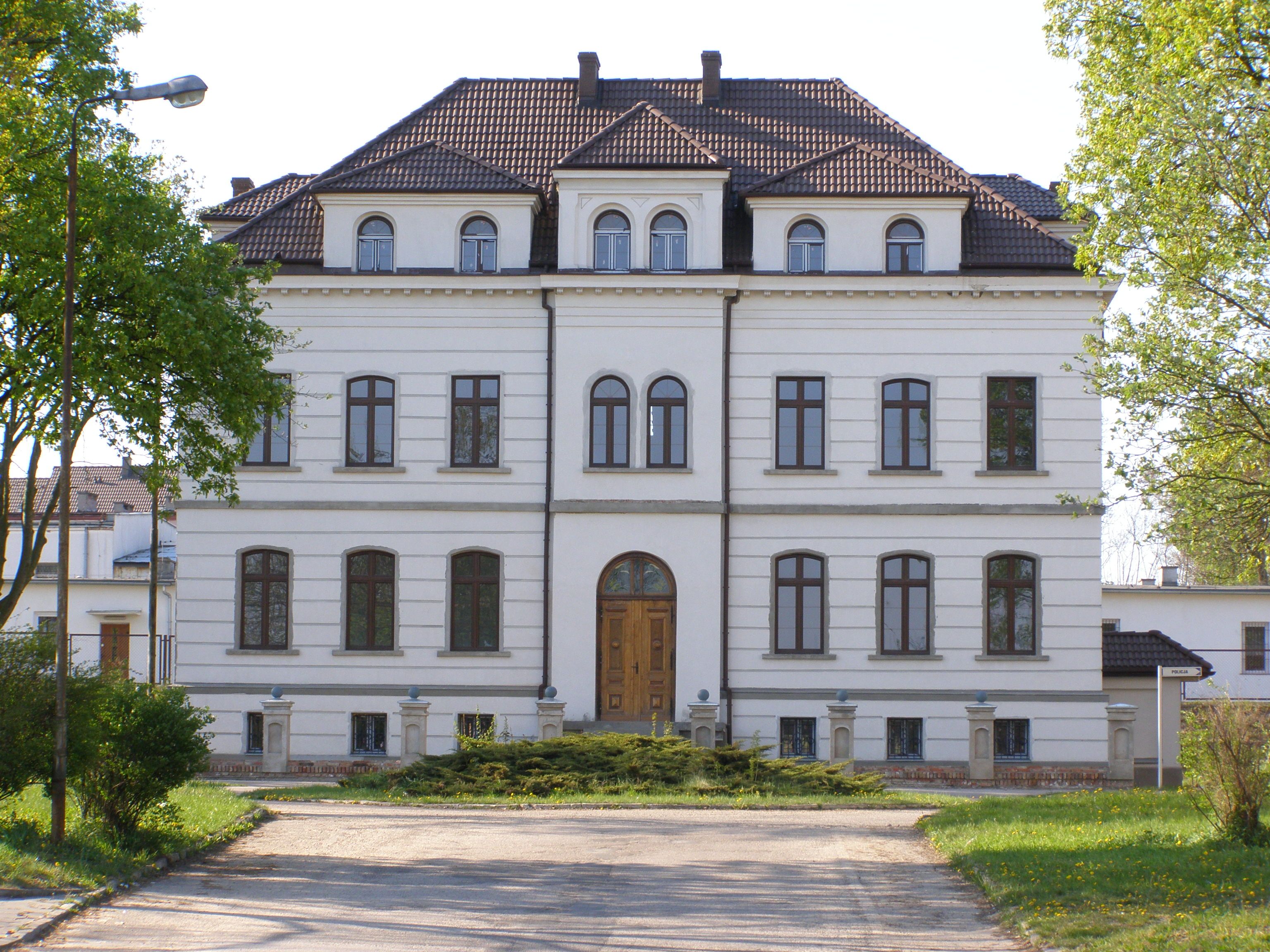
Budynek administracyjny Zakładu Poprawczego

### Początki miasta
Znaleziska urn oraz starych monet greckich świadczą, że osada ludzka istniała tutaj przed powstaniem państwa polskiego.
Ziemia szubińska obejmująca miasto i gminę Szubin, stanowi część Pałuk – regionu północno–wschodniej Wielkopolski. W średniowieczu na tej ziemi zamieszkiwał ród Pałuków, z którego najznaczniejszym był Sędziwój Pałuka z Szubina. Piastował on wiele wysokich stanowisk w kraju, m.in. był starostą bydgoskim, wielkopolskim i krakowskim, wojewodą kaliskim, za panowania Ludwika Węgierskiego także jednym z wielkorządców Królestwa.
Sędziwój Pałuka jest również historycznym założycielem Szubina w XIV wieku. Z tego też okresu pochodzi kościół św. Marcina i resztki ruin zamku szubińskiego. Pierwsze wzmianki historyczne o Szubinie pochodzą z 1365 r., ale nie jest znana dokładna data założenia miasta, ani też data nadania mu praw miejskich. Pierwszy raz Szubin zostaje nazwany miastem dopiero w dokumencie z 1458. W czasie wojny trzynastoletniej Szubin wystawił w 1458 2 pieszych na odsiecz oblężonej polskiej załogi Zamku w Malborku. Z układu urbanistycznego miasta oraz miejsca ulokowania kościoła można wnioskować, że nadanie praw miejskich odbyło się na prawie niemieckim w czasach Sędziwoja, tj. w latach 1365-1370.
Teoria dotycząca pochodzenia nazwy miasta, która wywodzi ją od rzemieślników mających szyć szuby jest nielogiczna, ponieważ nazwa miasta pochodzi od istniejącego wcześniej grodu i nie została nadana w czasie jego lokacji i okresu rozwoju rzemiosła. Nazwa grodu pochodzi natomiast najprawdopodobniej od przezwiska jego założyciela lub jego kmiecia, podobnie jak nazwa sąsiedniego miasta Łabiszyn pochodzi od Łabiszy, stąd pierwszy mieszkaniec musiał nazywać się Szuba. Nazwa miasta pierwszy raz wymieniona została w dokumencie z 1365 dla kościoła w Kwieciszewie w zwrocie: Sandivofius de Subyn, capitaneus Wladislaviensis (Sędziwój z Szubina, starosta Włocławski).
Miasto Szubin powstało obok zamku po prawej stronie Gąsawki. Najstarszą istniejącą w mieście budowlą jest kościół pod wezwaniem św. Marcina, ufundowany przez dziedzica na zamku Sędziwoja w XIV wieku. Zbudowany jest w stylu późnogotyckim o jednej nawie. Jako beneficjum kościoła Sędziwój podarował wieś Wieszki.
Po zwycięskiej bitwie pod Grunwaldem w Szubinie przebywał król Władysław Jagiełło goszczony przez Macieja z Wąsosza.
W okresie panowania króla Kazimierza Wielkiego sadzono w Szubinie szczepy winne, stąd zachowała się do dzisiaj nazwa ulicy Winnica.
Szubin był niegdyś miastem szlacheckim i poza zamkiem nie posiadał murów obronnych. Przy końcu XIV wieku dziedzicami Szubina zostali Łabiszyńscy, później – aż do XVII wieku – Czarnkowscy. W roku 1645 właścicielem Szubina był Krzysztof Opaliński, który nadał miastu liczne przywileje. Następnie Szubin należał do Konarzewskiego, Józefa Złotnickiego, księżnej Teofili Wiśniowieckiej i do Mycielskich. Stanisław Mycielski rozszerzył prawa miasta nadane przez Opalińskiego. Później Szubin przeszedł w ręce niemieckie.

### Od rozbiorów do 1945
I rozbiór Polski w 1772 r. pozostawił Szubin w granicach Rzeczypospolitej, jednak już rok później, w 1773 r. król pruski drogą dodatkowej aneksji włączył Szubin do swojego państwa. W okresie 1807–1815 miasto należało do Księstwa Warszawskiego, by następnie znowu znaleźć się w granicach Prus. W roku 1818 Szubin został miastem powiatowym, a w roku 1835 otrzymał sąd okręgowy. Powstały wówczas drogi bite do Bydgoszczy, Nakła, Żnina i Kcyni.
Polscy mieszkańcy Szubina brali czynny udział w powstaniach: kościuszkowskim, listopadowym i styczniowym. W czasie insurekcji w 1794 r., a zwłaszcza w jej schyłkowym okresie (październik–listopad), w regionie Szubina operował oddział płk. Krupeckiego, który toczył walki zaczepne z pacyfikującymi powstanie kolumnami pruskimi. Z kolei w 1848 r., podczas Wiosny Ludów, miasto było widownią zaburzeń i ruchów wolnościowych. Jednym z liderów ówczesnego ruchu społecznego w Szubinie był ks. Jan Komasiński. W okresie rządów Ottona von Bismarcka o utrzymanie polskości walczyły polskie stowarzyszenia kościelne i świeckie (np. Chór „Halka”, Towarzystwo Gimnastyczne „Sokół” i inne).
Początek roku 1919 przyniósł usunięcie władzy pruskiej z Szubina i ziemi szubińskiej, wywalczone przez powstańców wielkopolskich. Długie i krwawe walki, decydujące o powodzeniu całego powstania, toczyły się pod Szubinem, Rynarzewem (bitwa o pociąg pancerny) i na linii Noteci. Dowódcą grupy północnej wojsk powstańczych, która odniosła zwycięstwo w walkach o Szubin, był gen. Kazimierz Grudzielski. W latach 1921–1926 w mieście funkcjonowała Powiatowa Komenda Uzupełnień Szubin.
W 1939 miasto zostało zajęte przez wojska niemieckie, a następnie włączone bezpośrednio do III Rzeszy. Administracja hitlerowska nadała miastu nową nazwę – Altburgund. Niemcy utworzyli w Szubinie obóz dla internowanych osób cywilnych (Zivilinternierungslager), a następnie obozy jenieckie „Stalag 64”, „Oflag XXI B”, „Stalag XXI B” (w niedalekim Turze (niem. Thure) i „Oflag 64 Altburgund” dla aliantów: Polaków z kampanii wrześniowej, Francuzów, Brytyjczyków, Amerykanów, Australijczyków i Rosjan. Przebywało w nich ogółem 20 tys. jeńców, jednorazowo po 5 tys. W „Oflagu 64 Altburgund” przebywał pułkownik John Waters, zięć amerykańskiego generała Georga Pattona, oraz pułkownik John H. Van Vliet Jr. – świadek zbrodni katyńskiej i autor tzw. "Raportu van Vlieta" (ang. Van Vliet Report).
W wyniku terroru stosowanego wobec ludności polskiej, wysiedleń i powołań do armii w czasie II wojny światowej zginęło łącznie ok. 500 osób z Szubina i powiatu. 21 stycznia 1945 r. w wyniku ofensywy wojsk radzieckich zakończyła się okupacja hitlerowska.
Na podstawie dekretu PKWN z 31 sierpnia 1944 zostały utworzone miejsca odosobnienia, więzienia i ośrodki pracy przymusowej dla „hitlerowskich zbrodniarzy oraz zdrajców narodu polskiego”. Obóz pracy nr 171 Ministerstwo Bezpieczeństwa Publicznego utworzyło w Szubinie.
W latach 1954–1972 miasto było siedzibą gromady Szubin, czyli najmniejszej jednostki podziału terytorialnego w PRL. 1 stycznia 1973, na mocy nowej reformy administracyjnej, utworzono gminę Szubin, która weszła w skład powiatu szubińskiego. Od 1999 gmina Szubin stanowi część powiatu nakielskiego.
21 czerwca 2015 na szubińskim Rynku odsłonięto statuę Pelikana.
Z Szubina pochodzą m.in. antropolog kulturowy, prof. Waldemar Kuligowski, muzycy rockowego zespołu Something Like Elvis oraz członek Szarych Szeregów Zenon Erdmann. 

## Demografia

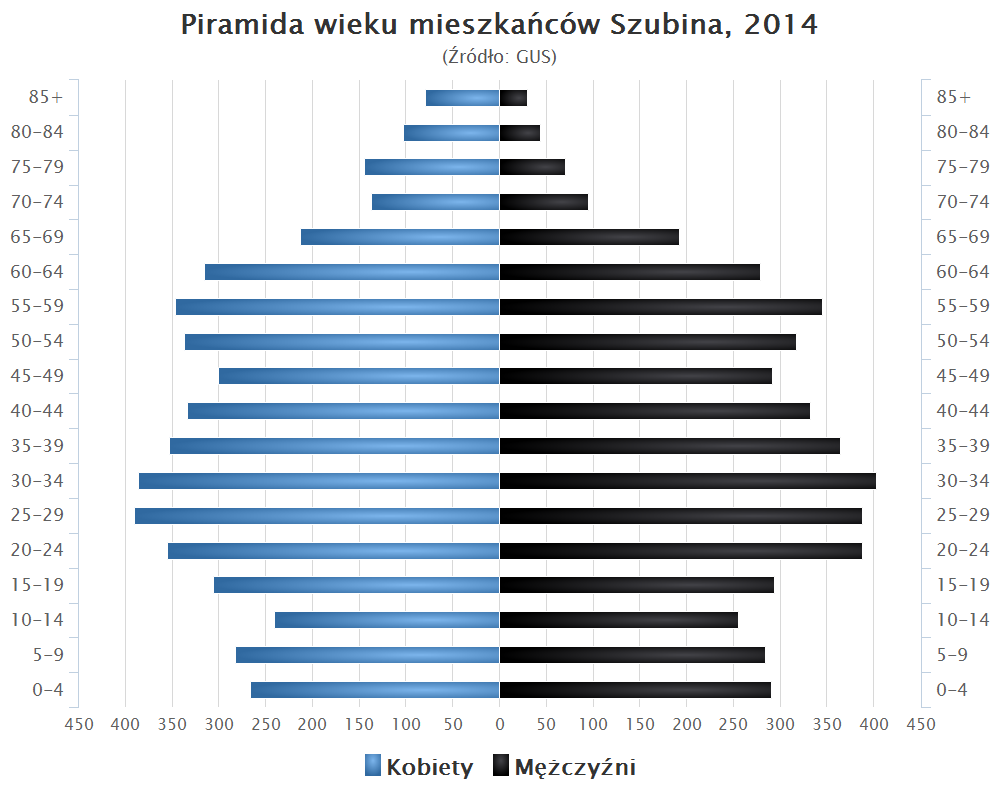
Piramida wieku mieszkańców Szubina w 2014 roku

## Zabytki
- gotycki kościół św. Marcina (XIV, XIX w.) z Kaplicą Jagiellońską (XVI w.)
- Schrony Armii „Poznań” z 1939 r.
- drewniany cmentarny kościół św. Małgorzaty z 1748
- ruiny zamku Sędziwoja Pałuki z XIII/XIV w.

## Związki wyznaniowe

### Kościół rzymskokatolicki
- Parafia św. Andrzeja Boboli w Szubinie
- Parafia św. Marcina Biskupa w Szubinie

### Świadkowie Jehowy
- Zbór Świadków Jehowy Szubin[14]